# Dancing with the Stars (Nederland)
Dancing with the Stars was een Nederlands televisieprogramma, rond ballroomdansen, dat live uitgezonden werd door RTL 4. Het programma is gebaseerd op het Britse format Strictly Come Dancing.
Het programma werd voor het eerst uitgezonden in het najaar van 2005 en liep met drie seizoenen door naar 2007. In 2009 keerde het programma terug voor een vierde seizoen, gevolgd door een vijfde seizoen in 2019.

## Format
De kandidaten, bestaande uit een groep van bekende Nederlanders, worden gekoppeld aan een professionele danser om daarmee samen ballroom en/of latin mee te leren dansen. De koppels voeren elk een routine uit en moeten het tegen elkaar opnemen voor de jury en de kijkers thuis. Het koppel dat het minst aantal stemmen krijgt in combinatie van de jury en televoting moet het programma verlaten.
Uiteindelijk blijven er twee koppels over die in de finale de strijd met elkaar aangaan, tijdens de finale mogen zij ook nog een eigen freestyle laten zien om extra punten te bemachtigen. Tevens komen de afgevallen koppels terug in de finale om hun best scorende routine nog eenmaal te dansen.

## Cast

### Presentatie
De oorspronkelijke versie van het programma werd gepresenteerd door het presentatieduo Sylvana Simons en Ron Brandsteder. Zij presenteerden samen de eerste drie seizoenen. Tevens waren zij als presentatieduo te zien van de twee oudejaarsspecials in 2005 en 2006. Na een afwezigheid van twee jaar keerde het programma in 2009 terug op televisie. Simons en Brandsteder wilden beide weer terugkomen als presentatoren, maar beide hadden geen contract meer bij RTL 4. Bovendien vond de zender dat het programma nieuwe gezichten nodig had. Voor het vierde seizoen werden zij als presentatieduo vervangen door Lieke van Lexmond en Beau van Erven Dorens. Van Lexmond was tijdens het tweede seizoen als kandidaat te zien.
In 2019 werd bekendgemaakt dat het programma na tien jaar terugkeert. Ditmaal wordt het programma gepresenteerd door Chantal Janzen en Tijl Beckand.
 Presentator
 Co-presentator
 Kandidaat
| Presentatoren         | Seizoen | Seizoen | Seizoen | Seizoen | Seizoen |
| Presentatoren         | 1       | 2       | 3       | 4       | 5       |
| Huidige               | Huidige | Huidige | Huidige | Huidige | Huidige |
| --------------------- | ------- | ------- | ------- | ------- | ------- |
| Chantal Janzen        |         |         |         |         |         |
| Tijl Beckand          |         |         |         |         |         |
| Voormalig             |         |         |         |         |         |
| Ron Brandsteder       |         |         |         |         |         |
| Sylvana Simons        |         |         |         |         |         |
| Beau van Erven Dorens |         |         |         |         |         |
| Lieke van Lexmond     |         |         |         |         |         |

### Juryleden
De jury bestond uit de professionele juryleden dansleraren Marcel Bake, Monique van Opstal en Jan Postulart, onder voorzitterschap van Cor van de Stroet. Bake, Van Opstal en Van de Stroet kwamen niet terug voor het vierde seizoen. Uiteindelijk werd Postulart benoemd tot voorzitter van de jury tijdens het vierde seizoen en werd danseres Julie Fryer de tweede jurylid. Freyer won het eerste seizoen samen met Jim Bakkum de show. Aanvankelijk zou er ook een derde jurylid worden aangenomen, maar die werd uiteindelijk niet gevonden. Daarom sloot er tijdens elke liveshow een gast-jurylid aan bij de jurypanel.
In 2019 werd bekendgemaakt dat het programma na tien jaar terugkeert. Ditmaal wordt er gejureerd door Dan Karaty, Euvgenia Parakhina, Irene Moors en Louis van Amstel.
 Hoofdjurylid
 Jurylid
 Professioneel danser
| Juryleden          | Seizoen | Seizoen | Seizoen | Seizoen | Seizoen |
| Juryleden          | 1       | 2       | 3       | 4       | 5       |
| Huidige            | Huidige | Huidige | Huidige | Huidige | Huidige |
| ------------------ | ------- | ------- | ------- | ------- | ------- |
| Louis van Amstel   |         |         |         |         |         |
| Irene Moors        |         |         |         |         |         |
| Euvgenia Parakhina |         |         |         |         |         |
| Dan Karaty         |         |         |         |         |         |
| Voormalig          |         |         |         |         |         |
| Cor van de Stroet  |         |         |         |         |         |
| Jan Postulart      |         |         |         |         |         |
| Monique van Opstal |         |         |         |         |         |
| Marcel Bake        |         |         |         |         |         |
| Julie Fryer        |         |         |         |         |         |

## Dansers
Een aantal van 60 bekende Nederlanders (Lieke van Lexmond twee keer) kwamen voorbij in de vijf seizoenen en twee specials. Voor elk seizoen en special werd de bekende Nederlander gekoppeld aan een professionele partner die vervolgens samen met de bekende Nederlander instructies gaf voor de verschillende stijlen elke week. Door de seizoenen heen waren er 29 verschillende professionals die zich aan het programma verbonden. Tijdens de eerste twee seizoenen en specials waren dezelfde acht professionals actief. Voor het derde seizoen ging Julie Fryer met zwangerschapsverlof en werd vervangen door twee nieuwe vrouwelijke professionals. Voor het vierde seizoen kwamen er negen nieuwe dansers. Voor het vijfde seizoen kwamen tien nieuwe dansers, en keerde Marcus van Teijlingen terug. Janneke Vermeulen deed ook mee, nadat zij ook als professional verbonden was aan Strictly Come Dancing.
Professionals
- Lenell Artist
- Patricia Bach
- Joanne Banham
- Remco Bastiaansen
- Peter Bosveld
- Koen Brouwers
- Niels Didden
- Charissa van Dipte
- Dylana Donker
- Glenn Feddema
- Ewoud Fidom
- Joost Findhammer
- Julie Fryer
- Roemjana de Haan
- Claudia van der Helm
- Ilse Lans
- Bernard Leferink
- Lena Mastenbroek
- Katerina Nitsios
- Euvgenia Parakhina
- Gwyneth van Rijn
- Peter Schaur
- Omar Smids
- Kimberly Smith
- Marleen Suurmeijer
- Marcus van Teijlingen
- Denise Qualm
- Janneke Vermeulen
- Jesse Wijnans

## Seizoensoverzicht
| Seizoen | Aantal  | Aantal | Uitzending                  | Finalisten                                  | Finalisten                                 | Finalisten                          |
| Seizoen | Koppels | Afl.   | Uitzending                  | Winnaar                                     | Tweede                                     | Derde                               |
| ------- | ------- | ------ | --------------------------- | ------------------------------------------- | ------------------------------------------ | ----------------------------------- |
| 1       | 8       | 9      | 20 augustus–15 oktober 2005 | Jim Bakkum en Julie Fryer                   | Irene van de Laar en Marcus van Teijlingen | Inge de Bruijn en Remco Bastiaansen |
| 2       | 8       | 8      | 25 maart–14 mei 2006        | Barbara de Loor en Marcus van Teijlingen    | Winston Post en Euvgenia Parakhina         | Frits Sissing en Julie Fryer        |
| 3       | 9       | 9      | 31 maart–26 mei 2007        | Helga van Leur en Marcus van Teijlingen     | Christophe Haddad en Ilse Lans             | Nikkie Plessen en Peter Bosveld     |
| 4       | 9       | 8      | 15 mei–3 juli 2009          | Jamai Loman en Gwyneth van Rijn             | Nathalie Makoma en Peter Schaur            | Nicolette van Dam en Niels Didden   |
| 5       | 11      | 8      | 7 september–26 oktober 2019 | Samantha Steenwijk en Marcus van Teijlingen | n.v.t.                                     | n.v.t.                              |

### Seizoen 1 (2005)
| Kandiaat            | Beroep                | Professionele partner | Resultaat                              |
| ------------------- | --------------------- | --------------------- | -------------------------------------- |
| Ans Markus          | Kunstschilder         | Peter Bosveld         | Als 1e afgevallen op 27 augustus 2005  |
| Rudolph van Veen    | Meesterkok            | Roemjana de Haan      | Als 2e afgevallen op 3 september 2005  |
| Inge Ipenburg       | Actrice               | Koen Brouwers         | Als 3e afgevallen op 10 september 2005 |
| Koert-Jan de Bruijn | Acteur                | Charissa van Dipte    | Als 4e afgevallen op 17 september 2005 |
| Joris Lutz          | Acteur en presentator | Euvgenia Parakhina    | Als 5e afgevallen op 24 september 2005 |
| Inge de Bruijn      | Olympisch zwemster    | Remco Bastiaansen     | Derde op 1 oktober 2005                |
| Irene van de Laar   | Presentatrice         | Marcus van Teijlingen | Runners-Up op 15 oktober 2005          |
| Jim Bakkum          | Zanger                | Julie Fryer           | Winnaars op 15 oktober 2005            |

### Seizoen 2 (2006)
| Kandidaat         | Beroep         | Professionele partner | Resultaat                          |
| ----------------- | -------------- | --------------------- | ---------------------------------- |
| Maik de Boer      | Stylist        | Charissa van Dipte    | Als 1e afgevallen op 2 april 2006  |
| Myrna Goossen     | Presentatrice  | Koen Brouwers         | Als 2e afgevallen op 9 april 2006  |
| Edsilia Rombley   | Zangeres       | Peter Bosveld         | Als 3e afgevallen op 16 april 2006 |
| Lieke van Lexmond | Actrice        | Remco Bastiaansen     | Als 4e afgevallen op 23 april 2006 |
| John de Wolf      | Ex-voetballer  | Roemjana de Haan      | Als 5e afgevallen op 30 april 2006 |
| Frits Sissing     | Presentator    | Julie Fryer           | Derde op 7 mei 2006                |
| Winston Post      | Acteur & model | Euvgenia Parakhina    | Runners-Up op 14 mei 2006          |
| Barbara de Loor   | Schaatsster    | Marcus van Teijlingen | Winnaars op 14 mei 2006            |

### Seizoen 3 (2007)
| Kandiaat           | Beroep        | Professionele partner | Resultaat                          |
| ------------------ | ------------- | --------------------- | ---------------------------------- |
| Fabienne de Vries  | Presentatrice | Koen Brouwers         | Als 1e afgevallen op 7 april 2007  |
| Lodewijk Hoekstra  | Presentator   | Charissa van Dipte    | Als 2e afgevallen op 14 april 2007 |
| Aukje van Ginneken | Actrice       | Remco Bastiaansen     | Als 3e afgevallen op 21 april 2007 |
| Bart Chabot        | Cabaretier    | Kim Smith             | Als 4e afgevallen op 28 april 2007 |
| Martijn Krabbé     | Presentator   | Roemjana de Haan      | Als 5e afgevallen op 5 mei 2007    |
| Bob de Jong        | Schaatser     | Euvgenia Parakhina    | Als 6e afgevallen op 12 mei 2007   |
| Nikkie Plessen     | Actrice       | Peter Bosveld         | Derde op 19 mei 2007               |
| Christophe Haddad  | Acteur        | Ilse Lans             | Runners-Up op 26 mei 2007          |
| Helga van Leur     | Weervrouw     | Marcus van Teijlingen | Winnaars op 26 mei 2007            |

### Seizoen 4 (2009)
| Kandiaat          | Beroep        | Professionele partner | Resultaat                         |
| ----------------- | ------------- | --------------------- | --------------------------------- |
| Emiel Sandtke     | Acteur        | Dylana Donker         | Als 1e afgevallen op 15 mei 2009  |
| Gigi Ravelli      | Actrice       | Ewoud Fidom           | Als 2e afgevallen op 22 mei 2009  |
| Mari van de Ven   | Visagist      | Denise Qualm          | Als 3e afgevallen op 29 mei 2009  |
| Frans Frederiks   | Rapper        | Marleen Suurmeijer    | Als 4e afgevallen op 5 juni 2009  |
| Manon Thomas      | Presentatrice | Omar Smids            | Als 5e afgevallen op 12 juni 2009 |
| Ursul de Geer     | Acteur        | Lena Mastenbroek      | Als 6e afgevallen op 19 juni 2009 |
| Nicolette van Dam | Actrice       | Niels Didden          | Derde op 26 juni 2009             |
| Nathalie Makoma   | Zangeres      | Peter Schaur          | Runners-Up op 3 juli 2009         |
| Jamai Loman       | Zanger        | Gwyneth van Rijn      | Winnaars op 3 juli 2009           |

### Seizoen 5 (2019)
| Kandiaat           | Beroep                | Professionele partner | Resultaat                              |
| ------------------ | --------------------- | --------------------- | -------------------------------------- |
| Heleen van Royen   | Schrijfster           | Bernard Leferink      | Als 1e afgevallen op 14 september 2019 |
| Jamie Trenité      | Presentator           | Patricia Bach         | Gestopt i.v.m. blessure                |
| Berget Lewis       | Zangeres              | Lenell Artist         | Als 3e afgevallen op 21 september 2019 |
| Gijs Staverman     | Radio-dj              | Joanne Banhem         | Als 4e afgevallen op 28 september 2019 |
| Rutger Vink        | YouTuber              | Claudia van der Helm  | Als 5e afgevallen op 5 oktober 2019    |
| Tooske Ragas       | Presentatrice         | Glenn Feddema         | Als 6e afgevallen op 12 oktober 2019   |
| Keizer             | Rapper                | Kaat Nitsios          | Als 7e afgevallen op 19 oktober 2019   |
| Bibian Mentel      | snowboardster         | Joost Findhammer      | Runners-Up op 26 oktober 2019          |
| Anouk Hoogendijk   | Voormalig voetbalster | Jesse Wijnans         | Runners-Up op 26 oktober 2019          |
| Barrie Stevens     | Acteur en choreograaf | Janneke Vermeulen     | Runners-Up op 26 oktober 2019          |
| Samantha Steenwijk | Zangeres              | Marcus van Teijlingen | Winnaars op 26 oktober 2019            |

## Specials
Na het succes van het eerste seizoen in 2005, besloot RTL samen met de Staatsloterij in datzelfde jaar een special te maken (als onderdeel van de Oudejaarstrekking). In deze special zullen acht nieuwe dansers worden gekoppeld aan dezelfde acht professionals uit het eerste seizoen en zullen deze één routine dansen. De kandidaten worden wederom beoordeeld door dezelfde vier juryleden. Een verschil met de reguliere show was dat deze oudejaarsspecial al vroegtijdig was opgenomen en dus niet live was. Het publiek thuis kon niet stemmen, maar het publiek in de studio kreeg de mogelijkheid om hun stem uit te brengen. Ook werden de uitslagen van de Oudejaarstrekking bekendgemaakt. Een tweede oudejaarsspecial volgde in 2006 met precies dezelfde opzet.

### Special 1 (2005)
| Kandiaat          | Beroep                   | Professionele partner | Resultaat                             |
| ----------------- | ------------------------ | --------------------- | ------------------------------------- |
| Ernst Daniël Smid | Zanger                   | Euvgenia Parakhina    | Als 1e afgevallen met een Tango       |
| Hans Klok         | Illusionist              | Charissa van Dipte    | Als 2e afgevallen met een Quickstep   |
| Bas Muijs         | Acteur                   | Roemjana de Haan      | Als 3e afgevallen met een Rumba       |
| Christijan Albers | Coureur                  | Julie Fryer           | Als 4e afgevallen met een Jive        |
| Marit van Bohemen | Actrice en presentatrice | Peter Bosveld         | Als 5e afgevallen met een Weense Wals |
| Lieke van Lexmond | Actrice                  | Remco Bastiaansen     | Derde met een Samba                   |
| Catherine Keyl    | presentatrice            | Marcus van Teijlingen | Runners-Up met een Chachacha          |
| Tatjana Šimić     | Actrice en model         | Koen Brouwers         | Winnaars met een Paso doble           |

### Special 2 (2006)
| Kandiaat            | Beroep           | Professionele partner | Resultaat                              |
| ------------------- | ---------------- | --------------------- | -------------------------------------- |
| Arnold Vanderlyde   | Ex-bokser        | Charissa van Dipte    | Als 1e afgevallen met een Jive         |
| Eric van Tijn       | Muziekproducent  | Euvgenia Parakhina    | Als 2e afgevallen met een Slowfox      |
| Patricia Paay       | Zangeres         | Remco Bastiaansen     | Als 3e afgevallen met een Engelse Wals |
| Wilbert Gieske      | Acteur           | Roemjana de Haan      | Als 4e afgevallen met een Jive         |
| Anita Witzier       | Presentatrice    | Marcus van Teijlingen | Als 5e afgevallen met een Quickstep    |
| Yolanthe Cabau      | Actrice          | Peter Bosveld         | Derde met een Chachacha                |
| Bastiaan Ragas      | Zanger en acteur | Julie Fryer           | Runners-Up met een Weense Wals         |
| Dominique van Hulst | Zangeres         | Koen Brouwers         | Winnaars met een Samba                 |

## Gerelateerde programma's
Het programma is gebaseerd op het Britse Strictly Come Dancing. Ook in Australië (als eerste, vanaf 2004), de Verenigde Staten en vele andere landen in alle werelddelen zijn er dergelijke spin-offs. Vaak heten deze eveneens Dancing with the Stars.
Naar aanleiding van het succes van het programma kwamen RTL 4 en SBS6 in de tweede helft van 2006 beide met programma's waarin bekende Nederlanders gingen ijsdansen. Bij RTL 4 onder de naam Dancing on Ice en bij SBS6 onder de naam Sterren Dansen op het IJs.
In de periode dat RTL het stijldansprogramma niet meer uitzond, kwam de AVRO in 2012 met een soortgelijk programma waarin bekende Nederlanders stijldansten met een professionele danspartner. Net als het Britse origineel heette dit Strictly Come Dancing. Sylvana Simons, presentatrice van de eerste drie seizoenen van Dancing with the Stars, was kandidaat en eindigde op de tweede plaats.
In 2018 werd een Belgische (Vlaamse) variant van het programma gemaakt, deze werd uitgezonden onder dezelfde naam.